# Swat the Spy
Swat the Spy (o Swat the Fly) è un film muto del 1918 diretto da Arvid E. Gillstrom.

## Trama
Talmente preso dal progetto di un nuovo esplosivo che sta studiando per sostenere gli sforzi bellici degli Stati Uniti impegnati nella prima guerra mondiale, Andrew Sheldon non si rende conto che i suoi domestici, dal maggiordomo al cuoco, dalla governante all'autista, sono tutte spie al soldo dei tedeschi. Le due figlie di Sheldon, Jane e Katherine, ragazzine maliziose e dispettose, passano il tempo a imbastire scherzi di cui sono vittime principali i domestici-spie. Quando la moglie di Sheldon annuncia di aspettare un bambino, dice alle ragazze di aver scritto una lettera per chiedere un fratellino per loro due. Ma le sorelline decidono di rubare la lettera, perché, a loro dire, due figli sono più che sufficienti per la loro famiglia. Solo che sottraggono per errore il documento con la formula segreta dell'esplosivo. L'inventore denuncia la scomparsa del documento e il maggiordomo, allora, ruba l'invenzione con la quale tenta di fuggire. Inseguito a rotta di collo, viene catturato e smascherato dagli agenti degli Stati Uniti. Sheldon, adesso, è sì orgoglioso di diventare padre per la terza volta, ma è anche fiero delle sue ragazzine che sono riuscite a salvare la formula.

## Produzione
Il film fu prodotto dalla Fox Film Corporation.

## Distribuzione
Distribuito dalla Fox Film Corporation e presentato da William Fox, il film uscì nelle sale cinematografiche USA il 29 settembre 1918.